# Гранара (Ријети)
Гранара је насеље у Италији у округу Ријети, региону Лацио.
Према процени из 2011. у насељу је живело 118 становника. Насеље се налази на надморској висини од 783 м.